# میثم آقابابایی
میثم آقابابایی (زاده ۱ شهریور ۱۳۶۲ - بابل) یک بازیکن فوتبال اهل ایران است.